# Remise Hillegersberg
De Remise Hillegersberg, aan de Kootsekade in de Rotterdamse wijk Hillegersberg, is een voormalige tramremise van de Rotterdamse Electrische Tram. 
In 1923 werd de remise gebouwd toen het Rotterdamse tramnet uitbreidde naar de toen nog zelfstandige gemeente Hillegersberg. Tot de zomer van 2007 bleef het gebouw in beheer bij de RET en sinds 2010 is het in gebruik bij de stichting RoMeO. Tegenwoordig is het Rotterdams Openbaar Vervoer Museum hier gevestigd. Er worden naast oude trams onderhouden en gerestaureerd ook museumritten gereden vanuit deze remise.